# Estremadura

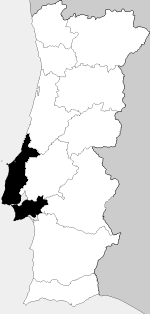
Província d'Estremadura, el 1936

Estremadura, també anomenada Regió de Lisbona, és una antiga província portuguesa establerta en l'edat mitjana i abolida al segle xix, el nom de la qual prové del llatí Extrema Durii (extrems del Duero), per designar els territoris adquirits durant la Reconquesta al sud del Duero (idèntica etimologia que l'Extremadura expanyola); com a progressió de la reconquesta al sud, la noció d'Estremadura com a terra de frontera, es va engrandir, de tal manera que al segle XV aplegava els districtes d'Aveiro, Coimbra, Leiria, Lisboa, Santarém i Setúbal.
Al llarg de la història els límits d'Estremadura foren alterats sovint. En el segle xix, quan va deixar de tenir un significat administratiu, els seus límits corresponien, aproximadament, als actuals districtes de Lisboa, Leiria, Santarém i Setúbal.

## La Nova Província d'Estremadura (1936)
En la reforma administrativa de 1936 es va crear una nova Província de Estremadura. Aquesta nova província englobava a penes una fracció del territori de l'antiga comarca homònima. Part del territori de l'antiga Estremadura fou incorporat a les noves províncies de Ribatejo i Beira Litoral. D'altra banda, la nova Estremadura incloïa part de l'actual Districte de Setúbal que tradicionalment pertanyia a l'antiga província d'Alentejo.
Tanmateix, les províncies de 1936 no van tenir cap competència pràctica, i desaparegueren del vocabulari administratiu amb l'entrada en vigor de la Constitució de 1976.
Feia frontera al nord-est amb Beira Litoral, a l'est amb Ribatejo i Alt Alentejo, al sud amb Baix Alentejo i l'oceà Atlàntic i a l'oest també amb l'oceà Atlàntic. Era formada per 29 concelhos, integrant gairebé tot el Districte de Lisboa i parts dels districtes de Leiria i Setúbal. Tenia la seu a la ciutat de Lisboa.
- Districte de Leiria: Alcobaça, Bombarral, Caldas da Rainha, Marinha Grande, Nazaré, Óbidos, Peniche, Porto de Mós.

- Districte de Lisboa: Alenquer, Arruda dos Vinhos, Cadaval, Cascais, Lisboa, Loures, Lourinhã, Mafra, Oeiras, Sintra, Sobral de Monte Agraço, Torres Vedras.

- Districte de Setúbal: Alcochete, Almada, Barreiro, Moita, Montijo, Palmela, Seixal, Sesimbra, Setúbal.

Si existís avui dia, comptaria amb 31 municipis, ja que caldria afegir-hi els d'Amadora (creat el 1979, separat d'Oeiras) i Odivelas (creat el 1998, separat de Loures)